# انگشت‌دراز سخت
انگشت‌دراز سخت (نام علمی: Bavayia nubila) نام یک گونه از سرده گکوهای کالدونیای جدید است.